# Eparchia peresławska
Eparchia peresławska – jedna z eparchii Rosyjskiego Kościoła Prawosławnego, z siedzibą w Peresławiu Zaleskim. Wchodzi w skład metropolii jarosławskiej.
Utworzona 24 grudnia 2015 postanowieniem Świętego Synodu, poprzez wydzielenie z terytoriów dwóch eparchii: jarosławskiej i rybińskiej. Obejmuje część obwodu jarosławskiego – rejony: bolszesielski, borisoglebski, myszkiński, peresławski i uglicki.
Pierwszym ordynariuszem eparchii został biskup peresławski i uglicki Teodor (Kazanow). W grudniu 2018 jego następcą został biskup Teoktyst (Igumnow).